# Great Ormside
Great Ormside är en by (village) i Ormside, Cumbria, England. Den har en kyrka.